# Wereldvoetballer van het jaar 1998

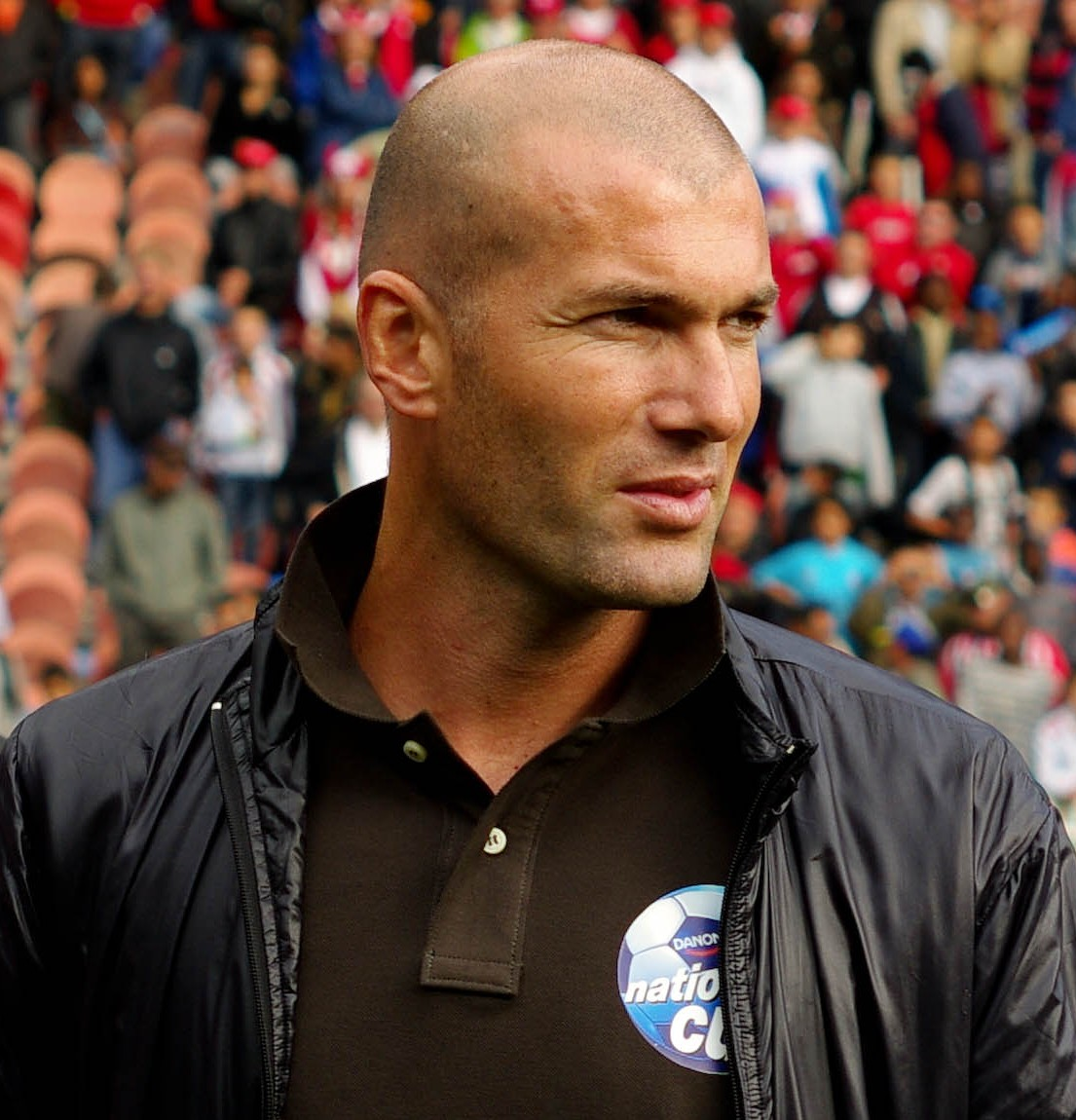
Zinédine Zidane werd in 1998 Wereldvoetballer van het jaar.

In 1998 werd Zinédine Zidane door de FIFA verkozen tot Wereldvoetballer van het jaar.

## Resultaten
| #  | Speler            | Club               | Punten |
| -- | ----------------- | ------------------ | ------ |
| 1  | Zinédine Zidane   | Juventus           | 518    |
| 2  | Ronaldo           | Internazionale     | 164    |
| 3  | Davor Šuker       | Real Madrid        | 108    |
| 4  | Michael Owen      | Liverpool          | 43     |
| 5  | Gabriel Batistuta | Fiorentina         | 40     |
| 6  | Rivaldo           | FC Barcelona       | 37     |
| 7  | Dennis Bergkamp   | Arsenal            | 33     |
| 8  | Edgar Davids      | Juventus           | 26     |
| 9  | Marcel Desailly   | AC Milan → Chelsea | 23     |
| 10 | Lilian Thuram     | Parma              | 14     |

## Referentie
- World Player of the Year - Top 10

1991 · 1992 · 1993 · 1994 · 1995 · 1996 · 1997 · 1998 · 1999 · 2000 · 2001 · 2002 · 2003 · 2004 · 2005 · 2006 · 2007 · 2008 · 2009